# 法马通
法马通（法語：Framatome，法語發音：[fʁamatɔm]）是法国的一家跨國公司，成立于1958年，从事核电站开发、建设和维护服务，目前由法国电力集团（80.5%）和三菱重工（19.5%）持有。2006年-2018年，法马通曾是阿海珐集团的子公司。